# 關靖
關靖（？—199年），字士起，太原人，东汉末期人物。公孫瓚部下，為長史。《英雄記》稱之為酷吏，諂媚無能，為公孫瓚所寵信。建安三年，袁紹大攻公孫瓚。公孫瓚欲親自領兵攻擊袁紹大後方，但被關靖勸止。公孫瓚戰敗自焚後，關靖悔其勸止，致公孫瓚兵敗，衝入袁紹軍中，犧牲而死。